# Liga Nacional de Futsal de 2025
A Liga Nacional de Futsal de 2025, referida de forma oficial como LNF Cresol 2025 em razão de naming rights ou somente LNF 2025, é a 30.ª edição da Liga Nacional de Futsal, o principal torneio de clubes do futsal brasileiro, organizada pela liga independente homônima.
Nesta temporada, o Canal GOAT adquiriu 100% dos direitos de transmissão da competição, além de obter permissão para negociá-los e sublicenciá-los com o restante das áreas de atuação. As partidas também são transmitidas na LNFTV, canal oficial da Liga no YouTube. Posteriormente, o BandSports, canal de TV fechada pertencente ao Grupo Bandeirantes, firmou acordo para transmitir dois jogos por rodada, às terças e sextas-feiras.
Anteriormente, após reunião entre franqueados, a LNF anunciou que haveria a disputa da divisão de acesso a partir de 2025. A divisão principal selecionaria, via um ranking das temporadas de 2023 e 2024, as 20 equipes credenciadas a permanecer na elite. Porém, mesmo oficializando que a Liga passaria a abrir vagas na segunda divisão pra clubes convidados, os franqueados optaram por adiar a reformulação do regulamento.
As equipes estreantes desta temporada são: Cruzeiro (Minas Gerais), Dracena (São Paulo) e Vélez Camaquã (Rio Grande do Sul). Os três clubes entram nas vagas de: Assoeva — extinta por dificuldades financeiras — Brasília e Taubaté, coincidentemente os últimos colocados da edição de 2024.

## Regulamento

### Fase classificatória
Na primeira fase, as equipes competem em grupo único, confrontando-se com base na inversão da tabela do ano anterior. Ao final desta etapa, as 16 equipes de melhor colocação se classificam ao mata-mata. A pontuação segue o padrão tradicional: 3 pontos por vitória, 1 por empate e 0 por derrota. Em caso de empate na classificação, os critérios para desempate são, em ordem de prioridade: número de vitórias, saldo de gols, gols marcados, gols sofridos, cartões vermelhos, cartões amarelos e, em caso de igualdade total, sorteio.

### Fases eliminatórias
Os 16 classificados disputam a fase final no formato mata-mata, em partidas de ida e volta. Os confrontos são distribuídos conforme a classificação da primeira fase: 1º contra 16º, 2º contra 15º e assim por diante. A fase final começa nas oitavas de final e segue com quartas, semifinais e, por fim, final — nesta edição, retorna o formato de ida e volta na decisão. Caso ocorram vitórias alternadas ou dois empates nos confrontos eliminatórios, será disputada prorrogação, tendo a vantagem do empate a equipe de melhor colocação na primeira fase. Na final, no entanto, a vantagem dá lugar à disputa de pênaltis. Em todas as eliminatórias, o clube melhor colocado na fase classificatória disputará a partida de volta em casa.

## Participantes
| Equipe         | Cidade                | Estado | Ginásio (mando)                  | Em 2024          | Títulos (último) |
| -------------- | --------------------- | ------ | -------------------------------- | ---------------- | ---------------- |
| Atlântico      | Erechim               | RS     | Caldeirão do Galo                | 10.º             | 1 (2023)         |
| Blumenau       | Blumenau              | SC     | Centro Esportivo Bernardo Werner | 21.º             | 0 (não possui)   |
| Campo Mourão   | Campo Mourão          | PR     | Ginásio Belin Carolo             | 14.º             | 0 (não possui)   |
| Carlos Barbosa | Carlos Barbosa        | RS     | Sérgio Luiz Guerra               | 6.º              | 5 (2015)         |
| Cascavel       | Cascavel              | PR     | Ginásio da Neva                  | 13.º             | 1 (2021)         |
| Corinthians    | São Paulo             | SP     | Ginásio Wlamir Marques           | 15.º             | 2 (2022)         |
| Cruzeiro       | Belo Horizonte        | MG     | Arena Mariana (Mariana)          | (não participou) | 0 (não possui)   |
| Dracena        | Dracena               | SP     | Ginásio Alaor Ferrari            | (não participou) | 0 (não possui)   |
| Esporte Futuro | Toledo                | PR     | Ginásio Alcides Pan              | 18.º             | 0 (não possui)   |
| Foz Cataratas  | Foz do Iguaçu         | PR     | Ginásio Costa Cavalcanti         | 19.º             | 0 (não possui)   |
| Jaraguá        | Jaraguá do Sul        | SC     | Arena Jaraguá                    | 1.º              | 5 (2024)         |
| Joaçaba        | Joaçaba               | SC     | Centro de Eventos da UNOESC      | 17.º             | 0 (não possui)   |
| Joinville      | Joinville             | SC     | Centreventos Cau Hansen          | 5.º              | 1 (2017)         |
| Marreco        | Francisco Beltrão     | PR     | Ginásio Arrudão                  | 16.º             | 0 (não possui)   |
| Minas          | Belo Horizonte        | MG     | Arena Juscelino Kubitschek       | 12.º             | 0 (não possui)   |
| Pato           | Pato Branco           | PR     | Arena Cláudio Petrycoski         | 3.º              | 2 (2019)         |
| Praia          | Uberlândia            | MG     | Arena Praia                      | 2.º              | 0 (não possui)   |
| Santo André    | Santo André           | SP     | Ginásio Noêmia Assunção          | 7.º              | 0 (não possui)   |
| São José       | São José dos Campos   | SP     | Farma Conde Arena                | 11.º             | 0 (não possui)   |
| São Lourenço   | São Lourenço do Oeste | SC     | Arena São Lourenço               | 8.º              | 0 (não possui)   |
| Sorocaba       | Sorocaba              | SP     | Arena Sorocaba                   | 9.º              | 2 (2020)         |
| Tubarão        | Tubarão               | SC     | Arena Estêner Soratto            | 20.º             | 0 (não possui)   |
| Umuarama       | Umuarama              | PR     | Ginásio Amário Vieira da Costa   | 4.º              | 0 (não possui)   |
| Vélez Camaquã  | Camaquã               | RS     | Ginásio Wadislau Niemxeski       | (não participou) | 0 (não possui)   |

## Fase classificatória
| Pos | Equipes        | Pts | J  | V  | E | D  | GP | GC | SG  | %  | Classificação ou eliminação |
| --- | -------------- | --- | -- | -- | - | -- | -- | -- | --- | -- | --------------------------- |
| 1   | Praia          | 43  | 17 | 14 | 1 | 2  | 49 | 21 | +28 | 85 | Zona de classificação       |
| 2   | Sorocaba       | 41  | 17 | 13 | 2 | 2  | 72 | 32 | +40 | 81 | Zona de classificação       |
| 3   | Atlântico      | 40  | 17 | 13 | 1 | 3  | 82 | 30 | +52 | 79 | Zona de classificação       |
| 4   | Jaraguá        | 36  | 16 | 10 | 6 | 0  | 55 | 28 | +27 | 75 | Zona de classificação       |
| 5   | Joinville      | 35  | 17 | 10 | 5 | 2  | 53 | 25 | +28 | 69 | Zona de classificação       |
| 6   | Corinthians    | 30  | 16 | 8  | 6 | 2  | 45 | 33 | +12 | 63 | Zona de classificação       |
| 7   | Campo Mourão   | 30  | 17 | 8  | 6 | 3  | 40 | 36 | +4  | 59 | Zona de classificação       |
| 8   | Cascavel       | 29  | 16 | 8  | 5 | 3  | 49 | 24 | +25 | 61 | Zona de classificação       |
| 9   | Carlos Barbosa | 26  | 17 | 6  | 8 | 3  | 31 | 22 | +9  | 51 | Zona de classificação       |
| 10  | Vélez Camaquã  | 25  | 17 | 8  | 1 | 8  | 46 | 48 | -2  | 49 | Zona de classificação       |
| 11  | Foz Cataratas  | 24  | 17 | 7  | 3 | 7  | 35 | 36 | -1  | 48 | Zona de classificação       |
| 12  | Pato           | 24  | 17 | 6  | 6 | 5  | 30 | 27 | +3  | 48 | Zona de classificação       |
| 13  | Umuarama       | 23  | 17 | 7  | 2 | 8  | 36 | 40 | -4  | 46 | Zona de classificação       |
| 14  | Santo André    | 23  | 17 | 6  | 5 | 6  | 45 | 45 | 0   | 46 | Zona de classificação       |
| 15  | Minas          | 22  | 17 | 7  | 1 | 9  | 36 | 50 | -14 | 44 | Zona de classificação       |
| 16  | Marreco        | 22  | 16 | 6  | 4 | 6  | 33 | 35 | -2  | 46 | Zona de classificação       |
| 17  | Esporte Futuro | 22  | 17 | 6  | 4 | 7  | 30 | 37 | -7  | 44 | Zona de eliminação          |
| 18  | São Lourenço   | 19  | 17 | 4  | 7 | 6  | 34 | 36 | -2  | 38 | Zona de eliminação          |
| 19  | Tubarão        | 14  | 17 | 4  | 2 | 11 | 26 | 49 | -23 | 28 | Zona de eliminação          |
| 20  | São José       | 10  | 17 | 2  | 4 | 11 | 16 | 40 | -24 | 20 | Zona de eliminação          |
| 21  | Joaçaba        | 10  | 17 | 2  | 4 | 11 | 24 | 50 | -26 | 20 | Zona de eliminação          |
| 22  | Cruzeiro       | 6   | 17 | 2  | 0 | 15 | 29 | 82 | -53 | 12 | Zona de eliminação          |
| 23  | Dracena        | 6   | 17 | 1  | 3 | 13 | 26 | 60 | -34 | 12 | Zona de eliminação          |
| 24  | Blumenau       | 2   | 17 | 0  | 2 | 15 | 29 | 65 | -36 | 4  | Zona de eliminação          |

### Rodadas na liderança
| Rodadas | Rodadas | Rodadas | Rodadas | Rodadas | Rodadas | Rodadas | Rodadas | Rodadas | Rodadas | Rodadas | Rodadas | Rodadas | Rodadas | Rodadas | Rodadas | Rodadas | Rodadas | Rodadas | Rodadas | Rodadas | Rodadas | Rodadas |
| ------- | ------- | ------- | ------- | ------- | ------- | ------- | ------- | ------- | ------- | ------- | ------- | ------- | ------- | ------- | ------- | ------- | ------- | ------- | ------- | ------- | ------- | ------- |
| 1       | 2       | 3       | 4       | 5       | 6       | 7       | 8       | 9       | 10      | 11      | 12      | 13      | 14      | 15      | 16      | 17      | 18      | 19      | 20      | 21      | 22      | 23      |
| ATL     | JOI     | ATL     | ATL     | SOR     | SOR     | SOR     | SOR     | SOR     | SOR     | SOR     | SOR     | SOR     | SOR     | SOR     | SOR     | PRA     |         |         |         |         |         |         |

### Rodadas na lanterna
| Rodadas | Rodadas | Rodadas | Rodadas | Rodadas | Rodadas | Rodadas | Rodadas | Rodadas | Rodadas | Rodadas | Rodadas | Rodadas | Rodadas | Rodadas | Rodadas | Rodadas | Rodadas | Rodadas | Rodadas | Rodadas | Rodadas | Rodadas |
| ------- | ------- | ------- | ------- | ------- | ------- | ------- | ------- | ------- | ------- | ------- | ------- | ------- | ------- | ------- | ------- | ------- | ------- | ------- | ------- | ------- | ------- | ------- |
| 1       | 2       | 3       | 4       | 5       | 6       | 7       | 8       | 9       | 10      | 11      | 12      | 13      | 14      | 15      | 16      | 17      | 18      | 19      | 20      | 21      | 22      | 23      |
| CMO     | CRU     | DRA     | DRA     | DRA     | DRA     | DRA     | BLU     | BLU     | BLU     | BLU     | BLU     | DRA     | BLU     | BLU     | BLU     | BLU     |         |         |         |         |         |         |

## Fases eliminatórias
|  | Oitavas de final | Oitavas de final | Oitavas de final | Oitavas de final |  |  | Quartas de final | Quartas de final | Quartas de final |  |  | Semifinais | Semifinais | Semifinais |  |  | Final     | Final     | Final     | Final     | Final     |
|  | A definir        | A definir        | A definir        | A definir        |  |  | A definir        | A definir        | A definir        |  |  | A definir  | A definir  | A definir  |  |  | A definir | A definir | A definir | A definir | A definir |
|  |                  |                  |                  |                  |  |  |                  |                  |                  |  |  |            |            |            |  |  |           |           |           |           |           |
|  | 1                | A definir        |                  |                  |  |  |                  |                  |                  |  |  |            |            |            |  |  |           |           |           |           |           |
|  | 16               | A definir        |                  |                  |  |  |                  |                  |                  |  |  |            |            |            |  |  |           |           |           |           |           |
|  | 16               | A definir        | A definir        |                  |  |  |                  |                  |                  |  |  |            |            |            |  |  |           |           |           |           |           |
|  |                  |                  |                  |                  |  |  |                  |                  |                  |  |  |            |            |            |  |  |           |           |           |           |           |
|  |                  | A definir        |                  |                  |  |  |                  |                  |                  |  |  |            |            |            |  |  |           |           |           |           |           |
|  | 8                | A definir        |                  |                  |  |  |                  |                  |                  |  |  |            |            |            |  |  |           |           |           |           |           |
|  | 8                | A definir        |                  |                  |  |  |                  |                  |                  |  |  |            |            |            |  |  |           |           |           |           |           |
|  | 9                | A definir        |                  |                  |  |  |                  |                  |                  |  |  |            |            |            |  |  |           |           |           |           |           |
|  | 9                | A definir        |                  |                  |  |  | A definir        |                  |                  |  |  |            |            |            |  |  |           |           |           |           |           |
|  |                  |                  |                  |                  |  |  |                  |                  |                  |  |  |            |            |            |  |  |           |           |           |           |           |
|  |                  | A definir        |                  |                  |  |  |                  |                  |                  |  |  |            |            |            |  |  |           |           |           |           |           |
|  | 5                | A definir        |                  |                  |  |  |                  |                  |                  |  |  |            |            |            |  |  |           |           |           |           |           |
|  | 5                | A definir        |                  |                  |  |  |                  |                  |                  |  |  |            |            |            |  |  |           |           |           |           |           |
|  | 12               | A definir        |                  |                  |  |  |                  |                  |                  |  |  |            |            |            |  |  |           |           |           |           |           |
|  | 12               | A definir        | A definir        |                  |  |  |                  |                  |                  |  |  |            |            |            |  |  |           |           |           |           |           |
|  |                  |                  |                  |                  |  |  |                  |                  |                  |  |  |            |            |            |  |  |           |           |           |           |           |
|  |                  | A definir        |                  |                  |  |  |                  |                  |                  |  |  |            |            |            |  |  |           |           |           |           |           |
|  | 4                | A definir        |                  |                  |  |  |                  |                  |                  |  |  |            |            |            |  |  |           |           |           |           |           |
|  | 4                | A definir        |                  |                  |  |  |                  |                  |                  |  |  |            |            |            |  |  |           |           |           |           |           |
|  | 13               | A definir        |                  |                  |  |  |                  |                  |                  |  |  |            |            |            |  |  |           |           |           |           |           |
|  | 13               | A definir        |                  |                  |  |  |                  |                  |                  |  |  | A definir  |            |            |  |  |           |           |           |           |           |
|  |                  |                  |                  |                  |  |  |                  |                  |                  |  |  |            |            |            |  |  |           |           |           |           |           |
|  |                  | A definir        |                  |                  |  |  |                  |                  |                  |  |  |            |            |            |  |  |           |           |           |           |           |
|  | 2                | A definir        |                  |                  |  |  |                  |                  |                  |  |  |            |            |            |  |  |           |           |           |           |           |
|  | 2                | A definir        |                  |                  |  |  |                  |                  |                  |  |  |            |            |            |  |  |           |           |           |           |           |
|  | 15               | A definir        |                  |                  |  |  |                  |                  |                  |  |  |            |            |            |  |  |           |           |           |           |           |
|  | 15               | A definir        | A definir        |                  |  |  |                  |                  |                  |  |  |            |            |            |  |  |           |           |           |           |           |
|  |                  |                  |                  |                  |  |  |                  |                  |                  |  |  |            |            |            |  |  |           |           |           |           |           |
|  |                  | A definir        |                  |                  |  |  |                  |                  |                  |  |  |            |            |            |  |  |           |           |           |           |           |
|  | 7                | A definir        |                  |                  |  |  |                  |                  |                  |  |  |            |            |            |  |  |           |           |           |           |           |
|  | 7                | A definir        |                  |                  |  |  |                  |                  |                  |  |  |            |            |            |  |  |           |           |           |           |           |
|  | 10               | A definir        |                  |                  |  |  |                  |                  |                  |  |  |            |            |            |  |  |           |           |           |           |           |
|  | 10               | A definir        |                  |                  |  |  | A definir        |                  |                  |  |  |            |            |            |  |  |           |           |           |           |           |
|  |                  |                  |                  |                  |  |  |                  |                  |                  |  |  |            |            |            |  |  |           |           |           |           |           |
|  |                  | A definir        |                  |                  |  |  |                  |                  |                  |  |  |            |            |            |  |  |           |           |           |           |           |
|  | 6                | A definir        |                  |                  |  |  |                  |                  |                  |  |  |            |            |            |  |  |           |           |           |           |           |
|  | 6                | A definir        |                  |                  |  |  |                  |                  |                  |  |  |            |            |            |  |  |           |           |           |           |           |
|  | 11               | A definir        |                  |                  |  |  |                  |                  |                  |  |  |            |            |            |  |  |           |           |           |           |           |
|  | 11               | A definir        | A definir        |                  |  |  |                  |                  |                  |  |  |            |            |            |  |  |           |           |           |           |           |
|  |                  |                  |                  |                  |  |  |                  |                  |                  |  |  |            |            |            |  |  |           |           |           |           |           |
|  |                  | A definir        |                  |                  |  |  |                  |                  |                  |  |  |            |            |            |  |  |           |           |           |           |           |
|  | 3                | A definir        |                  |                  |  |  |                  |                  |                  |  |  |            |            |            |  |  |           |           |           |           |           |
|  | 3                | A definir        |                  |                  |  |  |                  |                  |                  |  |  |            |            |            |  |  |           |           |           |           |           |
|  | 14               | A definir        |                  |                  |  |  |                  |                  |                  |  |  |            |            |            |  |  |           |           |           |           |           |

## Classificação geral
| Pos | Equipes   | Pts | J | V | E | D | GP | GC | SG | % | Classificação ou eliminação        |
| --- | --------- | --- | - | - | - | - | -- | -- | -- | - | ---------------------------------- |
| 1   | A definir |     |   |   |   |   |    |    |    |   | Campeão                            |
| 2   | A definir |     |   |   |   |   |    |    |    |   | Vice-campeão                       |
| 3   | A definir |     |   |   |   |   |    |    |    |   | Eliminados nas semifinais          |
| 4   | A definir |     |   |   |   |   |    |    |    |   | Eliminados nas semifinais          |
| 5   | A definir |     |   |   |   |   |    |    |    |   | Eliminados nas quartas de final    |
| 6   | A definir |     |   |   |   |   |    |    |    |   | Eliminados nas quartas de final    |
| 7   | A definir |     |   |   |   |   |    |    |    |   | Eliminados nas quartas de final    |
| 8   | A definir |     |   |   |   |   |    |    |    |   | Eliminados nas quartas de final    |
| 9   | A definir |     |   |   |   |   |    |    |    |   | Eliminados nas oitavas de final    |
| 10  | A definir |     |   |   |   |   |    |    |    |   | Eliminados nas oitavas de final    |
| 11  | A definir |     |   |   |   |   |    |    |    |   | Eliminados nas oitavas de final    |
| 12  | A definir |     |   |   |   |   |    |    |    |   | Eliminados nas oitavas de final    |
| 13  | A definir |     |   |   |   |   |    |    |    |   | Eliminados nas oitavas de final    |
| 14  | A definir |     |   |   |   |   |    |    |    |   | Eliminados nas oitavas de final    |
| 15  | A definir |     |   |   |   |   |    |    |    |   | Eliminados nas oitavas de final    |
| 16  | A definir |     |   |   |   |   |    |    |    |   | Eliminados nas oitavas de final    |
| 17  | A definir |     |   |   |   |   |    |    |    |   | Eliminados na fase classificatória |
| 18  | A definir |     |   |   |   |   |    |    |    |   | Eliminados na fase classificatória |
| 19  | A definir |     |   |   |   |   |    |    |    |   | Eliminados na fase classificatória |
| 20  | A definir |     |   |   |   |   |    |    |    |   | Eliminados na fase classificatória |
| 21  | A definir |     |   |   |   |   |    |    |    |   | Eliminados na fase classificatória |
| 22  | A definir |     |   |   |   |   |    |    |    |   | Eliminados na fase classificatória |
| 23  | A definir |     |   |   |   |   |    |    |    |   | Eliminados na fase classificatória |
| 24  | A definir |     |   |   |   |   |    |    |    |   | Eliminados na fase classificatória |